# 마츠시게 유타카
마쓰시게 유타카(일본어: 松重豊, 1963년 1월 19일 ~)는 일본의 배우이다. 후쿠오카현 출신이며, 메이지 대학 문학부 문학과(연극학 전공)을 졸업했다.

## 대표작 '고독한 미식가'
- 처음 출연 제의를 받았을 때는 '그냥 아저씨가 먹는 것일 뿐, 별다른 스토리가 있는 것도 아니고 사건이 일어나는 것도 아니다', '시청자가 볼지 안 볼지 모르겠다'는 생각에 '내 프로필에 오점이 될 것 같다'고 생각했다. 그 후에도 "그냥 (내가) 먹는 것만으로 재미있다는 말을 듣는 것은 여전히 당황스럽다. 어디가 재미있다고 말씀하시는지 스스로도 잘 모르겠어요."라고 말했다. 고독의 미식가』뿐만 아니라 출연작을 잘 보지 않는다.
- 주인공 이노가시라 고로(井之頭五郞)는 술을 잘 못 마시고, 단 것을 좋아한다는 설정이지만, 마쓰시게는 원래 술을 좋아해서 녹화할 때 속으로는 술을 마시고 싶다고 생각했다고 한다. 그래서 원작자 쿠스미 마사유키가 드라마 내 미니 코너 '후랏토 QUSUMI'에서 술을 마시며 가게의 명물을 즐기는 것에 대해 "부럽다는 생각과 함께...반쯤은 허탈하게 끓어오르네요"라고 말하기도 했다. 2018년에 "최근 술이 남아 있는 시간이 길어지고 있는 것 같았다"는 것과 고로가 술을 마실 수 없는 환경으로 인해 술을 끊고 본인도 '술을 못 마시고 단 걸 좋아하는 스타일'로 변해가고 있다.
- 원래는 시즌 3에서 그만둘 예정이었지만, 나이 지긋한 팬들로부터 "다음에는 언제 할 거냐?"는 질문을 받기도 해서 계속해야 할 의미가 남아있었고, 자신이 필요한 기회라는 점, 건강검진에서도 이상이 없었기 때문에 계속하게 되었다고 한다. 배우라는 직업 특성상 체형 유지를 위해 아침에는 6km 산책, 'TV 체조'(NHK) 10분, 복근 롤러 30회 왕복을 하고 있다. 식사는 아침은 요구르트와 샐러드, 2015년 기준 촬영이 없는 점심은 밥 반공기, 계란말이, 샐러드를 먹는다. 저녁은 사케로 탄수화물을 섭취하고 나머지는 안주 정도였다. 절제하는 것도 아니기 때문에 먹고 싶을 때 먹고, 마시고 싶을 때 마신다고 말했지만, 앞서 언급했듯이 2018년에 술을 끊은 후에는 집에서 우유와 단 것을 먹으면 졸려서 밤 12시가 되면 이불 속으로 들어가는 생활로 바뀌었다.
- 마쓰시게가 맛있게 먹는 모습에다 일본 내 방송 시간이 심야 시간대였던 점이 겹쳐서 '야식 테러'라고 불렸다. 방송 후 인터뷰에 따르면 촬영 장소가 혼잡해 아내와 자녀를 데리고 갈 수 없었다고 한다. 그래서 마음에 드는 가게에 대해서는 "방송 전에 아내와 함께 가서 복습한다"고 한다.

## 출연

### 드라마
- 2007년 《백호대》
- 2007년 《프러포즈 대작전》
- 2007년 《하게타카》
- 2008년 《태양과 바다의 교실》
- 2008년 《블러디 먼데이》
- 2009년 《미스터 브레인》
- 2009년 《심야식당》 류짱 역
- 2009년 《불모지대》
- 2010년 《블러디 먼데이 시즌 2》
- 2010년 《아타미의 수사관》
- 2011년 《돈키호테》
- 2011년 《심야식당 2》 류짱 역
- 2012년 《고독한 미식가》- 이노가시라 고로 역
- 2012년 《운명의 인간》
- 2012년 《고독한 미식가 시즌2》- 이노가시라 고로 역
- 2012년 《늦게 피는 해바라기~나의 인생, 리뉴얼~》
- 2013년 《야에의 벚꽃 NHK 대하사극 》 야마모토 곤바치 역
- 2013년 《고독한 미식가 시즌3》- 이노가시라 고로 역
- 2014년 《고독한 미식가 시즌4》- 이노가시라 고로 역
- 2015년 《고독한 미식가 시즌5》- 이노가시라 고로 역
- 2017년 《고독한 미식가 시즌6》- 이노가시라 고로 역
- 2018년 《언내추럴》
- 2018년 《고독한 미식가 시즌7》- 이노가시라 고로 역
- 2019년 《고독한 미식가 시즌8》- 이노가시라 고로 역
- 2021년 《고독한 미식가 시즌9》- 이노가시라 고로 역
- 2022년 《고독한 미식가 시즌10》- 이노가시라 고로 역
- 2025년 《직장인들》

### 영화
- 2001년 《사토라레》
- 2004년 《피와 뼈》
- 2005년 《거북이는 의외로 빨리 헤엄친다》
- 2006년 《도쿄 프렌즈 더 무비》
- 2006년 《러프》
- 2007년 《스키야키 웨스턴 장고》
- 2007년 《텐텐》
- 2009년 《우리 의사 선생님》
- 2010년 《고독의 메스》
- 2010년 《춤추는 대수사선 더 무비 3》
- 2010년 《하나미즈키》
- 2011년 《탐정은 바에 있다》
- 2017년 《아웃레이지 파이널》 - 시게타 형사 역
- 2018년 《벼룩 잡는 사무라이》 - 마키노 비젠노카미 타다키요 역
- 2022년 《남은 인생 10년》 - 타카바야시 아키히사 역
- 2024년 《청춘 18X2 너에게로 이어지는 길》 - 나카자토 역
- 2024년 《라스트 마일》 - 카미쿠라 야스오 역
- 2025년 《고독한 미식가 더 무비》 - 이노가시라 고로 역(감독, 각본)

### 예능
- 2025년 MBC 《놀면 뭐하니?》(한국예능 첫 출연)
- 2025년 넷플릭스 《미친맛집 : 미식가 친구의 맛집》